# San Jacinto (Colombia)
San Jacinto es un municipio de Colombia situado en el norte del país, en el departamento de Bolívar y a 120 km al sudeste de Cartagena de Indias. Este municipio se encuentra en el sistema orográfico de los Montes de María, muy cerca del litoral Caribe colombiano. Es conocido también como "la Tierra de la Hamaca Grande" nombre dado por la canción de Adolfo Pacheco, dando alusión por ser un pueblo destacado a nivel nacional en la producción masiva de artesanías. Es pionero a nivel nacional en exportaciones de artesanías y productos agrícolas de pancoger como el tabaco y el café.

## Historia

### Primeros pobladores
Los primeros pobladores del territorio fueron los pertenecientes a La Cultura Primitiva San Jacinto o cultura de cerámica desgrasante de fibra vegetal alrededor del año 3.750 a. c. esta cultura dio origen a la cultura zenú, más desarrollada alrededor del año 200 a. c. Que se extendió desde los Montes de María hasta el río Sinú, caracterizados por su laboriosidad e ingenio en la agricultura y las artes, especialmente, en el tejido de Hamaca y derivados del algodón. No obstante, la historiografía oficial registra el 8 de agosto de 1776 como fecha de fundación de San Jacinto por Don Antonio de la Torre y Miranda, Capitán de Infantería en aquel entonces. 
El poblado fue dividido en manzanas de 80 varas por cada lado y solares de 40 varas en cuadrado, espacio suficiente para pequeñas huertas, gallineros, caballerizas y cría de otros animales domésticos. Los solares fueron repartidos a 82 familias para un total de 447 personas libres que constituyeron el núcleo sobre el cual se desenvolvería posteriormente la animada vida de esta municipalidad.

## División Político-Administrativa
Aparte de su Cabecera municipal. San Jacinto tiene bajo su jurisdicción los centros poblados:
- Arenas
- Bajo de Osos
- Bajogrande
- Las Charquitas
- Las Mercedes
- Las Palmas
- Paraíso
- San Cristóbal

### Veredas
El municipio tiene constituido las siguientes veredas:
Altamira, Arroyo de María, Arriba del Arroyo, Brasilar, Bello Horizonte, Casa de Piedra, Compromiso, El Bongal, Gavilán, La Aguadita, La Flecha, La Negra, La Puente, Las Lajas, Las Pelotas, Limón, Palo Negro, Patio Grande, Pavas, Pirineos, Rastro, Tumbaburros, Turquía.

## Geografía
La posición geográfica de San Jacinto está dada por las siguientes coordenadas geográficas: 9° 49′ 54″ latitud norte y 75° 07′ 35″ longitud oeste. El municipio tiene una extensión territorial de 462 km2 (la extensión del área urbana es de 290,58 ha, y la del área rural de 44 200 ha), una altura sobre el nivel del mar de 239 metros. se encuentra a una distancia de 120 Kilómetros de Cartagena de Indias, a 593 kilómetros de Bogotá.
|                      | Norte: San Juan Nepomuceno |                |
| Oeste: María La Baja |                            | Este: Zambrano |
|                      | Sur: El Carmen de Bolívar  |                |

### Relieve
El terreno es predominantemente ondulado y quebrado con alturas que oscilan entre 123 y 900 m s. n. m. dentro del sistema montañoso de los Montes de María o Serranía de San Jacinto. Dividiendo al municipio en dos grandes áreas geográficas: Baja Montaña y Alta Montaña. Además del valle que rodea la Cabecera Municipal.
La Alta montaña se caracteriza por ser bastante quebrada abundante en colinas y serranías que forman parte importante de los Montes de María,  destacando el Cerro Maco como una de las mayores alturas con una elevación a 900 m s. n. m. aprox. entre otras, encontramos las siguientes alturas: Cerro Capiro (528 m s. n. m.), Cerro Los Chivos, Cerro Pelado, Cerro Las Lauras, Cerro Cenizal, Cerro Naranjal, Cerro Bijagual y Cerro Palo negro. 
Mientras, la Baja montaña presenta ondulaciones con pequeñas elevaciones, sobresaliendo, La Sierra, Loma Grande, Loma El Cordón, Loma La Montaña, Lomas El Cerro y Alto de la Negra.

### Clima
El clima que se da en el territorio de San Jacinto es un clima tropical influenciado por los vientos alisios que soplan durante el primer semestre del año, con lluvias regulares entre los meses de abril, julio, septiembre y noviembre. Anualmente se presentan precipitaciones que oscilan entre 900 y 1000 m.m, con mayor intensidad en el segundo semestre del año, la humedad relativa es de 75 % y la temperatura promedio es de 27 °C, condiciones climáticas típicas de las antiguas sabanas de Bolívar.

### Hidrografía
El territorio de San Jacinto está regado por numerosos arroyos y pequeñas ciénagas como las de Pulido y la de Muñoz, ubicadas en el sur oriente del Municipio. En el extremo occidente está ubicada la Represa Arroyo Grande - El Playón.
Los arroyos más importantes dentro del Municipio son: Arroyo Loro, que nace en el Cerro de Maco; Arroyo Rastro que nace en la región de Naranjal; Arroyo La Flecha, que nace en el sitio denominado el Salto de las Palomas; Arroyo San Jacinto, el cual atraviesa el casco urbano de occidente a oriente generando diversos problemas de erosión e inundación en algunos barrios aledaños a su curso; Arroyo Matambal, que nace en la región del Bongal; Arroyo Casa de Piedra o Matuya, que nace en la región de Matuya y atraviesa los centros poblados: Las Mercedes, Casa de Piedra y San Cristóbal; Arroyo Arenas, que nace en Dos Cañas y Zenén y sigue su curso a El Carmen de Bolívar; Arroyo Las Palmas, nace en la Sierra, región del Cigarrón, pasa por centros poblados: Las Palmas y Bajo Grande y desemboca en el río Magdalena. Existen algunas cañadas, entre las cuales se destacan por su importancia, las siguientes: Cañada del Ceibal, de Las Tinas, de Perucho, y del Limón.

## Emblemas

### Escudo
Se adoptó en el año 2012 a través de modificación del escudo antiguo que data de 1990. En dicho escudo se evidencian tres franjas, una inferior que ocupa todo el ancho del escudo, dominada por el cerro de maco, máxima altura de la región y su cadena de montañas, vigilando las actividades en las que se basa la economía local, la agricultura y la ganadería. y en la parte superior dos franjas iguales, la superior izquierda reprentando el baile tradicional de la gaita y la superior derecha con los instrumentos musicales y el renglón más importante de la economía representada en una hamaca tricolor símbolo de la artesanía local. enmarcado en cintas de oro y en letras negras se lee "Agosto 16 de 1776" que corresponde a la fundación de San Jacinto. rodeado de las banderas municipal y departamental. sobre la cinta inferior en letras negras se lee "DEPARTAMENTO DE BOLIVAR" enmarcado por ramas de laurel que representan la inteligencia del San Jacintero. El escudo actual fue diseñado por Dereikis Reyes Anillo.

### Sector artesanal
El Municipio de San Jacinto está considerado como el primer centro artesanal de la costa Atlántica, además también el primer comercializador de productos elaborados en telar vertical como hamacas y su diversificación, también produce productos elaborados en croché y macramé, así como también productos de la madera, la talabartería y los instrumentos de gaita entre otros. 
La unidad de la producción artesanal con base en el hilo está conformada por la mujer cabeza de hogar y las hijas mayores de 12 años, quienes desde muy temprana edad heredan este arte. Los medios de producción son propiedad de la unidad de explotación, los cuales se comercian con los pequeños comerciantes,  los cuales se encuentran ubicados en el sector de la variante. 
Existen siete (7) organizaciones artesanales dedicadas a la producción de una gran variedad de productos derivados de la hamacas, como son: mochilas, manteles, individuales, servilletas, cojines, centro de mesa, cubre lechos, cortinas, estolas, telas para tapizar muebles y mucho más.  Las organizaciones son las siguientes: 
- Asociación de artesanos de San Jacinto
- Asociación regional de artesanos de San Jacinto
- Comité de mujeres por el progreso de San Jacinto
- Cooperativa de artesanos de San Jacinto
- Cooperativa reforestadora de plantas tintóreas
- E A T Luz de Vida
- E A T Los Robles

De estas empresas seis de ellas están afiliadas a la corporación red de artesanos de La costa Atlántica, entidad que agrupa a 27 empresas de la costa norte colombiana con el fin de conseguir soluciones conjuntas a las necesidades del sector artesanal, esta entidad tiene sede en este Municipio. En abril del año 2004 se legalizó la sociedad de comercialización internacional red de artesanos costa atlántica Colombia limitada, esta sociedad tiene como objeto promocionar los 
productos a nivel internacional para su exportación internacional. En este sector artesanal existen alrededor de cien artesanos afiliados,  de los cuales 92 son mujeres cabeza de hogar y 8 son hombres, se está a la espera que con incentivos por partes de las organizaciones se tengan todos los artesanos sanjacinteros afiliados a las organizaciones anteriormente descritas. 
Es claro saber que dentro del gremio de los artesanos existe un alto índice de analfabetismo, por lo anterior se promoverán campañas de alfabetización y validaciones del bachillerato y la primaria por parte de las organizaciones artesanales existentes. 
Los directivos de estas organizaciones artesanales están capacitando técnicamente a todos los artesanos sanjacinteros para que se unifiquen criterios de trabajo, y el resultado sea un trabajo bien elaborado y con los mismos motivos y acabados, a sea que los trabajos tengan identidad. 
En los actuales momentos se desconoce la producción de artesanías en el Municipio,  por no tener un censo real de los artesanos y el producto producido por estos. Uno de los factores que está desgastando a este gremio es el bajo costo que se le paga a los artesanos por el producto, razón por la cual que los adultos no quieren que los hijos elaboren productos artesanales.
Todos los grupos poseen personería jurídica y cuerpos directivos; sin embargo, la falta de recursos para capital de trabajo es una de sus necesidades más sentidas, como también lo es la competencia desleal que le hace la hamaca de fábrica y que aparece rotulada como hamaca sanjacintera, el suministro de materia prima de mala calidad y los altos precios, falta de promoción de sus productos y puntos de ventas en diferentes ciudades y ferias artesanales del país. El apoyo institucional que recibe esta actividad es de parte de Artesanías de Colombia y Fundación Montes de María, quienes regularmente capacitan en desarrollo organizacional y comercialización.

## Estructura organizacional municipal
| San Jacinto  | San Jacinto | San Jacinto                |
| Departamento | Código DANE | Categoría municipal (2022) |
| ------------ | ----------- | -------------------------- |
| Bolivar      | 13654       | Sexta                      |

- Personería: Es un centro del Ministerio Público de Colombia que ejerce, vigila y hace control sobre la gestión de las alcaldías y entes descentralizados; velan por la promoción y protección de los derechos humanos; vigilan el debido proceso, la conservación del medio ambiente, el patrimonio público y la prestación eficiente de los servicios públicos, garantizando a la ciudadanía la defensa de sus derechos e intereses.

El actual Personero municipal es Luis Salinas Carbal (2024-2027).
- Concejo Municipal: Es la suprema autoridad política del municipio. En materia administrativa sus atribuciones son de carácter normativo. También le corresponde vigilar y hacer control político a la administración municipal. Se regulan por los reglamentos internos de la corporación en el marco de la Constitución Política Colombiana (artículo 313) y las leyes, en especial la Ley 136 de 1994 y la Ley 1551 de 2012.

Constituido por 13 concejales por un periodo de 4 años:
Luis Alfredo Carval Leones,
Harol David Montes Mejia,
Isaura Maria Herrera Yepes,
Edinson Rafael Vasquez Melendez,
Yima Salvador Kamell Yaspe,
Pedro Luis Ortega Vergara,
Venancio Porras Tapia,
Karina Andrea Villamizar Lara,
Andres Adolfo Lora Garcia,
Alvaro Virgilio Garcia Bolaño,
Manuel Gustavo Leones Polo,
Alvaro De Jesus Guete Garcia,
Andres Felipe Villadiego Blanco.
- Alcaldía Municipal: En esta se encuentra la administración municipal y las entidades descentralizadas del municipio.

El Alcalde se pronuncia mediante decretos y se desempeña como representante legal, judicial y extrajudicial del municipio. El actual Alcalde municipal es Merly Viana Pérez (2024-2027), elegido por voto popular.

## Servicios públicos
- Energía Eléctrica: Afinia, del grupo EPM, es la empresa prestadora del servicio de energía eléctrica.
- Gas Natural: Surtigas es la empresa distribuidora y comercializadora de gas natural en el municipio.

## Personas destacadas
- Los Gaiteros de San Jacinto
- Adolfo Pacheco
- Andrés Landero